# 中华人民共和国对外经济联络部
中华人民共和国对外经济联络部（1970年8月6日－1982年3月8日），简称“国家外经部”，是中华人民共和国国务院的一个部。

## 历史
1970年6月22日，中共中央中发（70）44号文件决定对外经济联络委员会改为对外经济联络部，并建立中共核心领导小组和革命委员会，方毅任对外经济联络部党的核心小组组长、革委会主任。对外经济联络部1970年8月6日正式成立。
1972年军管人员逐步撤离。1975年1月17日对外经济联络部革命委员会撤销。
1982年3月，第五届全国人大常委会第二十二次会议通过决议，对外贸易部、对外经济联络部、国家进出口管理委员会、国家外国投资管理委员会合并，成立对外经济贸易部。1982年3月8日对外经济联络部正式撤销。

## 职责
1. 负责对亚、非、拉国家经济援助谈判工作，对外签订协定、议定书；
2. 对外签订科技合作协定、议定书；
3. 掌握协议、议定书的执行情况，了解援外项目和科技合作项目的工作进度，办理清算手续等；
4. 安排对外援款的拨款使用计划，编制援外计划，办理出国援外专家的有关事项；
5. 处理列席八国经互会各常委会的工作，办理国际间有关国家的铁路、交通、民航、邮电和农林电等方面的经济技术合作工作；
6. 对外派遣技术援助专家，考察专家，推荐和派遣实习生，交换技术资料和实物样品等工作。

## 机构设置
对外经济联络部下设办公厅、政治部和6个局，分别掌管社会主义国家、非洲国家、外国实习生、计划财务和经济合作事务等。
各省、自治区、直辖市（除青海、宁夏、西藏外）也相继设立了对外经济联络机构，如对外经济联络局、对外经济联络办公室、援外办公室。国家各部位也设立了各自的援外办公室。如铁道部援外办公室。

## 历任负责人
1. 方　毅（对外经济联络委员会主任 → 对外经济联络部部长）（1970年-1976年）
2. 陈慕华（女） 1976年11月-1982年